# Rudabánya
Rudabánya [rudabáňa] je město v severovýchodním Maďarsku v župě Borsod-Abaúj-Zemplén, spadající pod okres Kazincbarcika. Nachází se asi 30 km severozápadně od Miškovce. V roce 2015 zde žilo 2 502 obyvatel. Podle údajů z roku 2006 zde bylo 2 246 (85,76 %) Maďarů, 323 (12,3 %) Romů, 42 (1,6 %) Němců, 5 (0,19 %) Slováků a 4 (0,04 %) Poláci.
Nejbližšími městy jsou Edelény, Kazincbarcika, Putnok a Sajószentpéter. Blízko jsou též obce Felsőkelecsény, Felsőtelekes, Ormosbánya a Szuhogy.